# Mosquée de Genève
La mosquée de Genève est située au chemin Colladon, dans le quartier du Petit-Saconnex, près des organisations internationales à Genève. C'est la plus grande mosquée de Suisse romande.

## Histoire
Elle est inaugurée le 1er juin 1978 en présence du roi Khaled d'Arabie saoudite et du conseiller fédéral Pierre Aubert.
Nommé directeur de la mosquée par la Ligue islamique mondiale en 2007, le Saoudien Fathy Neamat-Allah licencie quatre responsables de la mosquée en arguant de la « situation catastrophique de la Fondation culturelle islamique de Genève » (FCI) qui gère la mosquée. Le licenciement pour « motifs économiques » est toutefois contesté par les intéressés : le directeur de l'école Mahmoud Fadl, le porte-parole Hafid Ouardiri, l'enseignant Saeed El Bashir et le secrétaire Mahfoud Friha. Dans les mois qui suivent, d'autres départs sont enregistrés : Neamat-Allah quitte son poste après six mois, les enseignantes Malika Chirouf et Naïma Belhadj sont licenciées, le gérant de la cafétéria-traiteur met un terme à ses activités et un imam quitte la fondation ; Haïfa Salman qui remplace Fadl à la tête de l'école est à son tour licenciée le 20 janvier 2009. Des critiques s'expriment alors quant à la gestion de la FCI et au rôle joué par le consulat d'Arabie saoudite.
À la mi-mai 2009 des fidèles de la mosquée de Genève insultent des jeunes filles du Collège-École de commerce André-Chavanne qui pratiquent la gymnastique en tenue sportive et leur jettent des canettes de boisson, leur reprochant d'avoir couru en tenue impudique durant l'heure de la prière, un vendredi après-midi. À cette occasion, des insultes racistes telles que « espèce de sales blanches » sont prononcées, la course des jeunes filles étant perturbée par les fidèles se plaçant sur leur trajectoire et renversant les cônes servant à baliser les pistes.
À l'automne 2009, dans le contexte de la campagne sur l'initiative interdisant la construction de nouveaux minarets en Suisse, un groupe d'extrême droite organise un faux appel à la prière le 7 novembre ; la mosquée est caillassée dans la nuit du 15 au 16 novembre par des inconnus. L'un des imams de la mosquée explique qu'« une tête de pilier en granit a été fracassée [...] Deux portes en bois massif ont été cassées. La police est venue et a emmené pour cinq kilos de cailloux ». À la suite de l'acceptation de l'initiative, un imam demande à la communauté musulmane suisse « de sortir de l'opacité, de ne plus rester en marge de la société ». Il condamne par la suite l'appel au djihad lancé contre la Suisse par Mouammar Kadhafi dans le contexte de la crise entre les deux pays.
Deux imams de la mosquée font l'objet d'une surveillance par la direction générale de la Sécurité intérieure française où ils sont fichés « S ». Ces deux Français convertis, résidant à Ferney-Voltaire dans le département de l'Ain, voient leurs domiciles perquisitionnés en novembre 2015 à la suite de la découverte du numéro de téléphone de l'un d'eux figurant sept fois dans la liste des appels entrants et sortants du téléphone de Mohammed Merah. Avant de travailler pour la mosquée de Genève, l'un d'eux a fait ses études en Arabie saoudite ; il a également passé du temps en Jordanie. Lors d'une interview télévisée, à la question de savoir si ce dernier est pour ou contre la lapidation, il répond « joker ». Au printemps 2015, deux jeunes fidèles de la mosquée partent faire le djihad en Syrie.

## Bâtiments
C'est la plus grande mosquée de Suisse et l'une des quatre mosquées suisses à posséder un minaret, haut de 22 mètres, qui est le seul de Suisse romande. Ce dernier se fond dans le paysage, car entouré de hauts immeubles d'habitation, et n'est pas utilisé pour l'appel à la prière qui n'est pas permis par la loi.
Le bâtiment se trouve dans l'enceinte de la FCI qui comprend aussi une salle de conférences, une bibliothèque, une école et une morgue pour la toilette rituelle funèbre.

## Activités
Depuis 2005, la mosquée de Genève organise chaque année un festin et une visite guidée de la mosquée ouvert à tous lors de la Fête des voisins.